# Света Богородица (Тепавци)
„Света Богородица“ (на македонска литературна норма: „Света Богородица“) е възрожденска православна църква в битолското село Тепавци, Република Македония. Църквата е част от Новачката енория на Преспанско-Пелагонийската епархия на Македонската православна църква – Охридска архиепископия.
Църквата е гробищен храм, разположен в южната част на селото. Изградена е „тогава, когато е правена църквата „Света Неделя“ в Битоля“, тоест около 1863 година. Изписана е в края на XIX век от анонимен зограф.